# Fuerte Santa Águeda

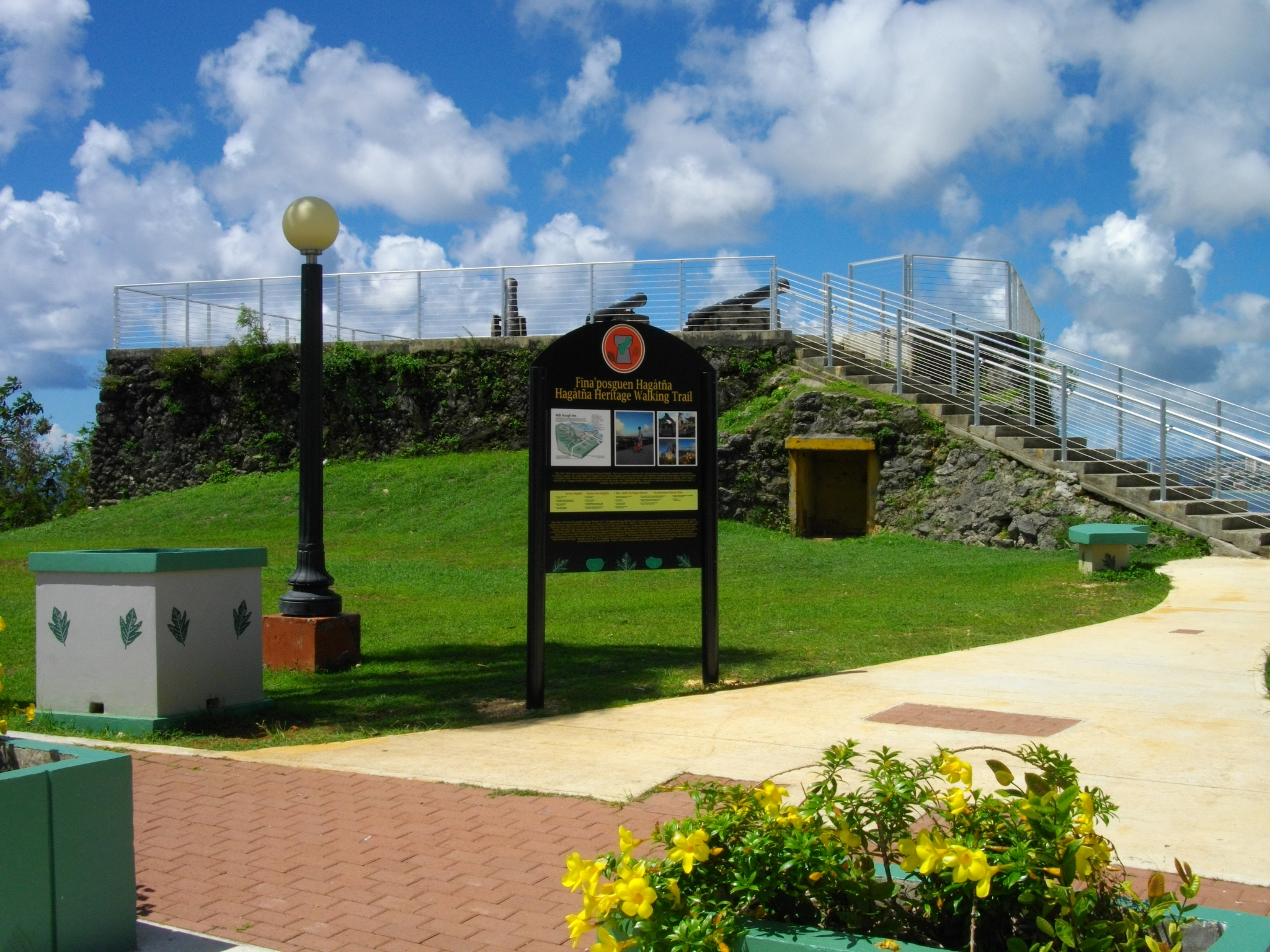
Fuerte Santa Águeda

El Fuerte Santa Águeda o Castillo Santa Águeda fue un fuerte novohispano del siglo XIX situado en Hagåtña (anteriormente Agaña) en Guam.

## Historia
Data de alrededor de 1800, durante la administración de 1784-1802 del gobernador de Marianas Manuel Moro, dependiente de la Capitanía General de Filipinas. Era un fuerte descubierto con un parapeto de mampostería (piedra de coral y mortero de cal), que se elevaba unos tres metros sobre una ladera inclinada para el control de la bahía donde se encuentra Agaña, primera ciudad fundada en Oceanía. 
Además de este fuerte también existió el castillo de San Rafael. El fuerte fue mencionado en 1802 por un oficial de un barco ballenero estadounidense, quien registró que el fuerte tenía siete cañones y diez hombres. El ruso Otto von Kotzebue, en 1817, constató que sólo disponía de unos pocos cañones. Para 1887 se encontraba en estado de ruina. Fue utilizado por los estadounidenses como estación de señales hasta 1933, y los ocupantes japoneses lo convirtieron en un emplazamiento de artillería durante la Segunda Guerra Mundial, quedando destruido, al igual del resto de Agaña, en el transcurso de esta guerra por el ejército americano. Se convirtió en parque en 1960 y se incluyó en el Registro Nacional de Lugares Históricos en 1974.
Está inscrito en el Registro Nacional de Lugares Históricos de Estados Unidos, como la única fortificación que queda de época española en Hagåtña.  